# 淨願寺
淨願寺（じょうがんじ）は、和歌山県紀の川市東国分にある浄土真宗本願寺派の仏教寺院。

## 沿革
当寺刀禰家は、元は福井地方の豪族であったが、戦国時代の余波を受け、流浪していた。
初代・刀禰籐十朗宗矩は、大坪流馬術の極意を学び、大坂の陣に長宗我部盛親の勧誘を受けて大坂城に入城したが、武運拙なく敗戦したので、6人の仲間を伴い、寛永の頃に国分荘（現・和歌山県紀の川市東国分）に流れ、剃髪して僧籍に入ったため助命され、ささやかな堂宇を営び、本願寺から浄光寺という寺号と阿弥陀如来の仏像を賜った。
後に江戸幕府5代将軍・徳川綱吉の院号と合致することから改号を迫られ、宝永7年（1710年）8月に本願寺から淨願寺改号の指示を受け、現在に至る。文政年間（1818年 – 1829年）には庫裡を増築し、当寺の武家屋敷が現存している（淨願寺古文書の条参照）。刀禰家が淨願寺法脈を継承し、平成26年（2014年）4月現在は第15世釋法城が住職として護法信念堅固に精神道場を発展している。

## 寺院参拝
- 初参式（初参り）
- 結婚式
- 法事（年回法要、永代供養）
- 葬儀・告別式（家族葬）
- 納骨堂・永代供養墓

## 活動
- 仏教壮年会
- 仏教婦人会
- 仏教子供会
- 海外伝道
- 国際念仏禅修行道場
- 文化活動（茶道、華道）
- 学童保育（英会話レッスン）

## アクセス
- JR下井阪駅下車 徒歩5分
- 関西空港 車40分